# Hotel Nacional di Cuba
L'Hotel Nacional di Cuba è uno storico hotel di lusso situato sull'arteria principale Avenida de Maceo nel quartiere del Vedado, a L'Avana, Cuba, a pochi metri dal mare.

## Storia

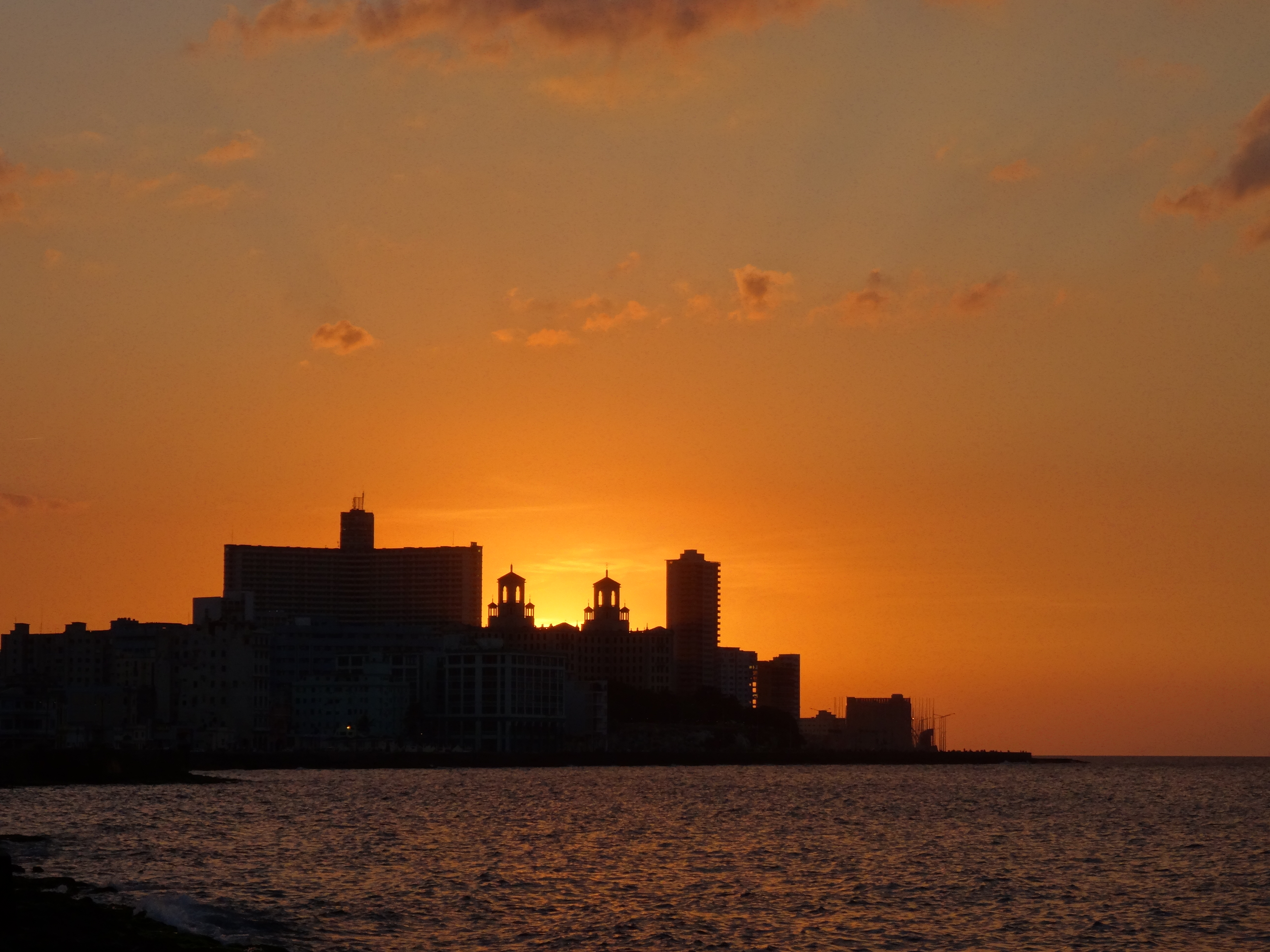
Tramonto sopra l'Hotel Nacional di Cuba, 2014

Inaugurato il 30 dicembre del 1930, l'hotel ebbe tra i primi ospiti illustri artisti, attori, sportivi, e scrittori quali Frank Sinatra, Ava Gardner, Mickey Mantle, Johnny Weissmuller, Buster Keaton, Jorge Negrete, Agustín Lara, Rocky Marciano, Tyrone Power, Alberto Simões, Rómulo Gallegos, Errol Flynn, John Wayne, Marlene Dietrich, Gary Cooper, Marlon Brando, Ernest Hemingway e Jean-Paul Sartre. Notevole anche la rappresentanza di uomini politici e personalità importanti come Winston Churchill, la Duchessa di Windsor Wallis Simpson, e lo scienziato Alexander Fleming.
Nel 1933, dopo il colpo di stato di Fulgencio Batista del 4 settembre, fu la residenza di Sumner Welles, inviato speciale del governo statunitense per far da mediatore durante la crisi, e fu sede di una sanguinosa battaglia tra diverse fazioni dell'esercito cubano tra militari fedeli al governo e truppe di Batista.
Nel dicembre 1946 l'hotel ospitò la "conferenza dell'Avana", celebre incontro dei capi della mafia italoamericana organizzato da Lucky Luciano e Meyer Lansky, e al quale presero parte Santo Trafficante Jr., Frank Costello, Albert Anastasia, Vito Genovese e molti altri. Francis Ford Coppola traspose questo episodio in una celebre scena del film Il padrino - Parte II.
Nel 1955, Lansky riuscì a convincere Batista a dargli in gestione una parte del Nacional. Lo stesso anno il controllo della direzione dell'hotel venne presa dalla Intercontinental Hotels Corporation. Nel 1956 Lansky fece allestire suite di lusso, night club, ristoranti, e un casinò, il Casino Parisién. Alla fine del 1958, il casinò fu ceduto a Michael McLaney e Carroll Rosenbloom.
Nel 1956, il cantante Nat King Cole fu contattato per esibirsi a Cuba e avrebbe voluto soggiornare all'Hotel Nacional ma non venne ammesso in quanto nero. Cole onorò comunque il contratto, e il concerto tenutosi al Tropicana fu un successo. L'anno dopo, fece ritorno a Cuba per un altro concerto. Attualmente nell'Hotel Nacional sono presenti un busto e un jukebox in suo onore.
Fidel Castro fece chiudere il casinò nell'ottobre 1960, quasi due anni dopo la destituzione di Batista. Dopo anni di abbandono dovuto alla scomparsa del turismo a seguito della Rivoluzione cubana, l'hotel venne principalmente utilizzato per ospitare diplomatici stranieri in visita ufficiale. Quando il crollo dell'Unione Sovietica nel 1991 costrinse il partito comunista cubano ad aprire nuovamente il Paese al turismo, l'hotel tornò a riempirsi di facoltosi turisti.
Jean-Paul Sartre soggiornò nell'hotel insieme a sua moglie, la filosofa Simone de Beauvoir, subito dopo la Rivoluzione, nel 1960 quando intervistò Che Guevara. Jean-Paul Sartre scrisse il saggio Sartre visita Cuba, pubblicato a L'Avana nel 1961, dove raccontava la sua esperienza e le impressioni sulla Cuba rivoluzionaria.

## Galleria d'immagini

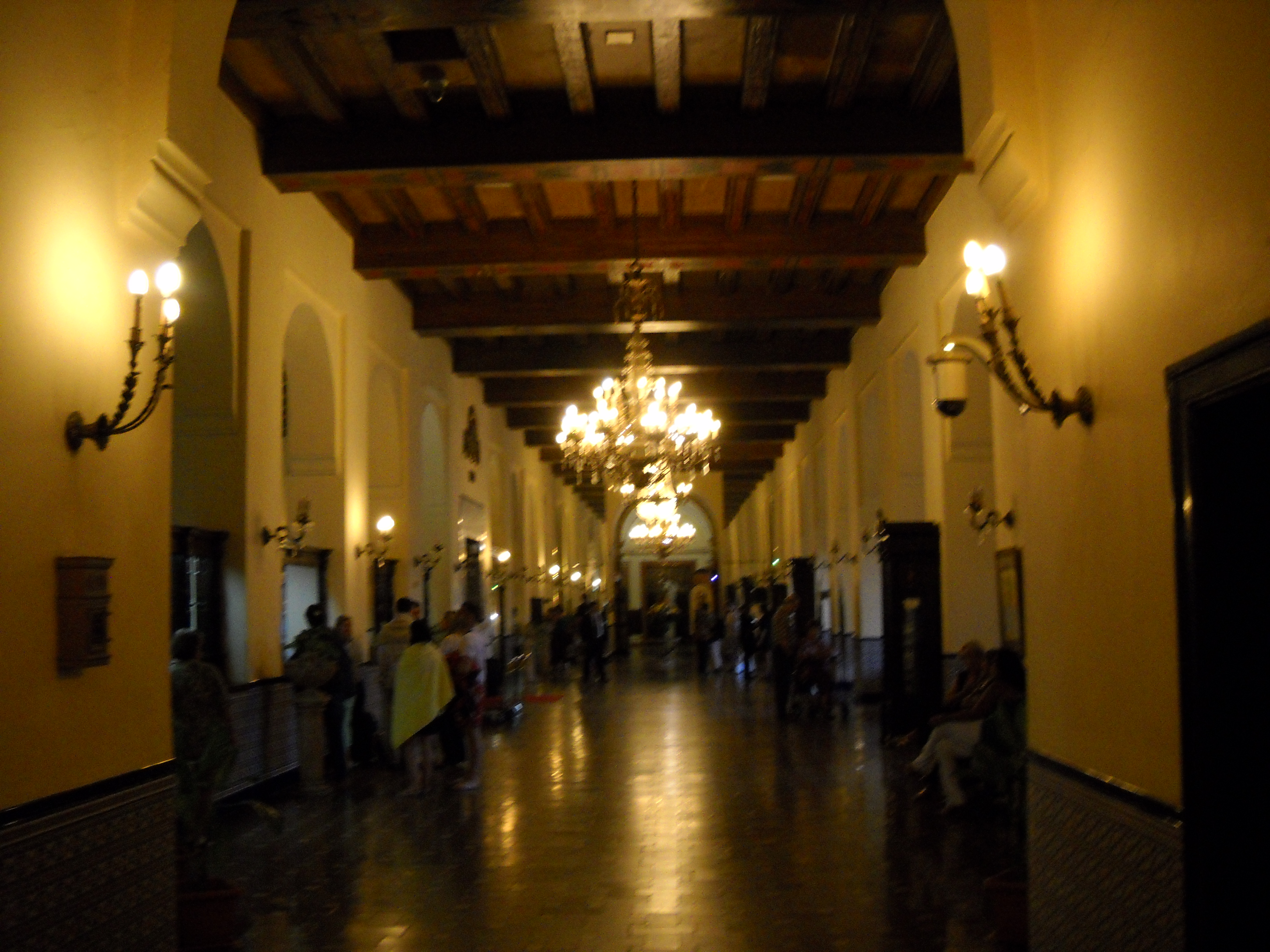
Interni dell'Hotel Nacional
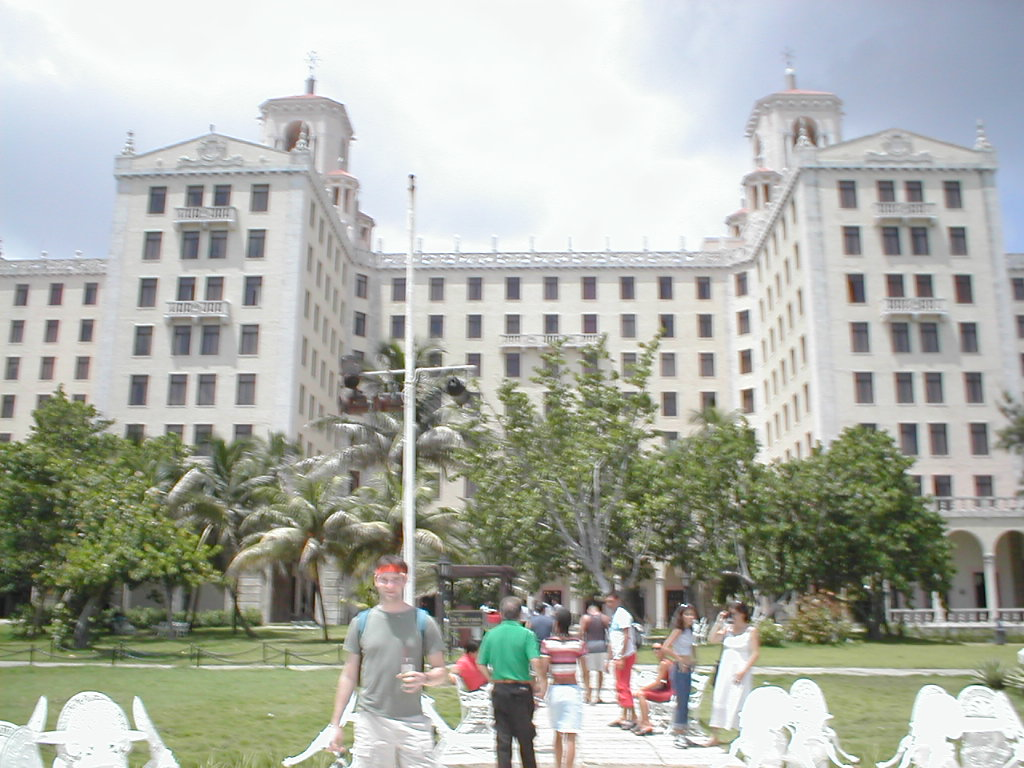
Hotel Nacional de Cuba, L'Avana
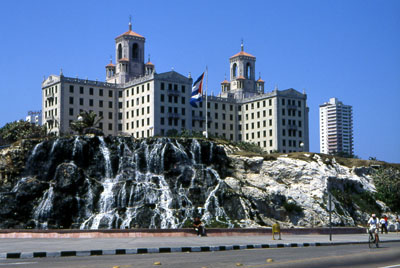
Hotel Nacional e la Cascade Fountain da Avenida de Maceo
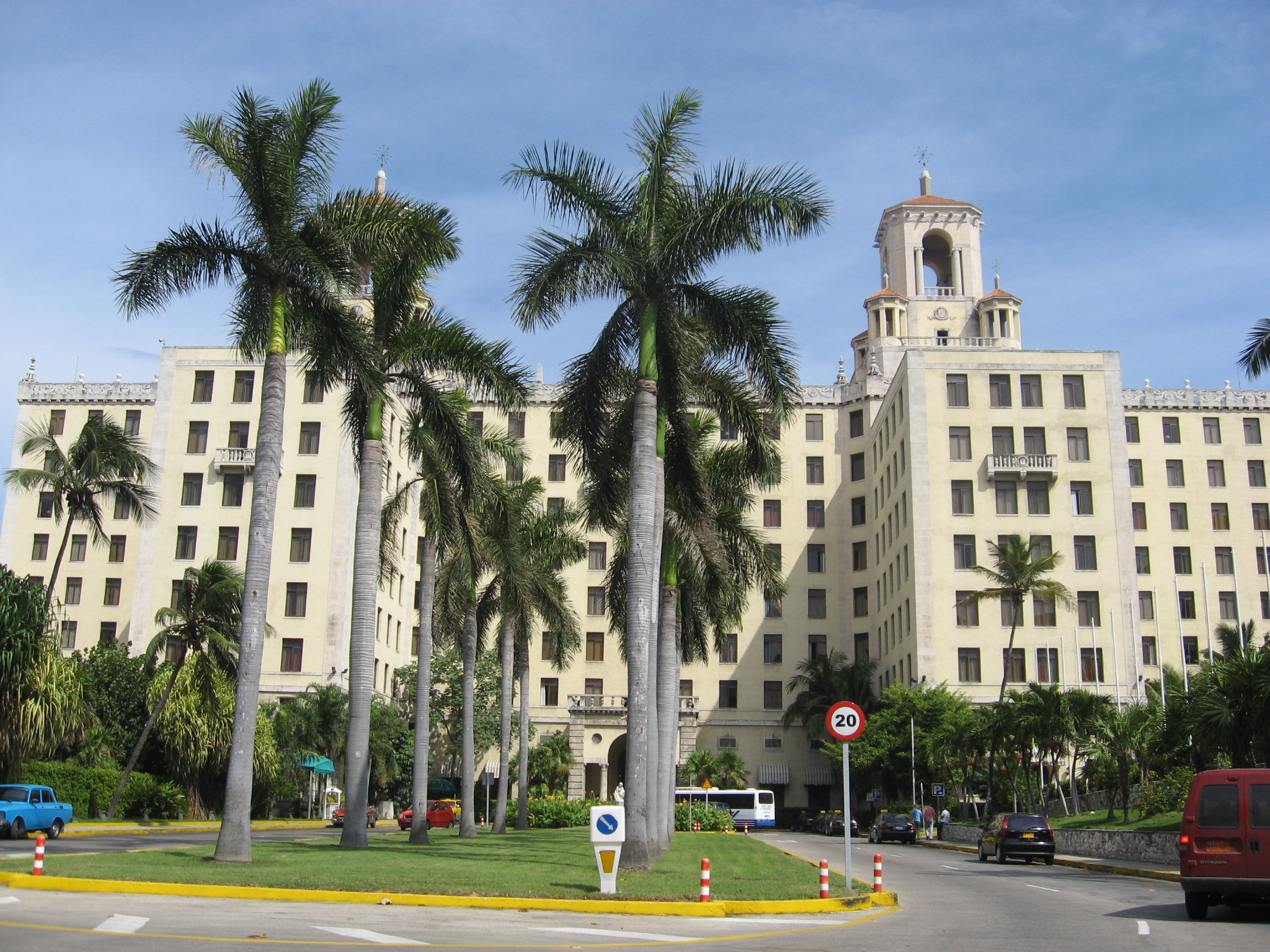
Hotel Nacional, 2008
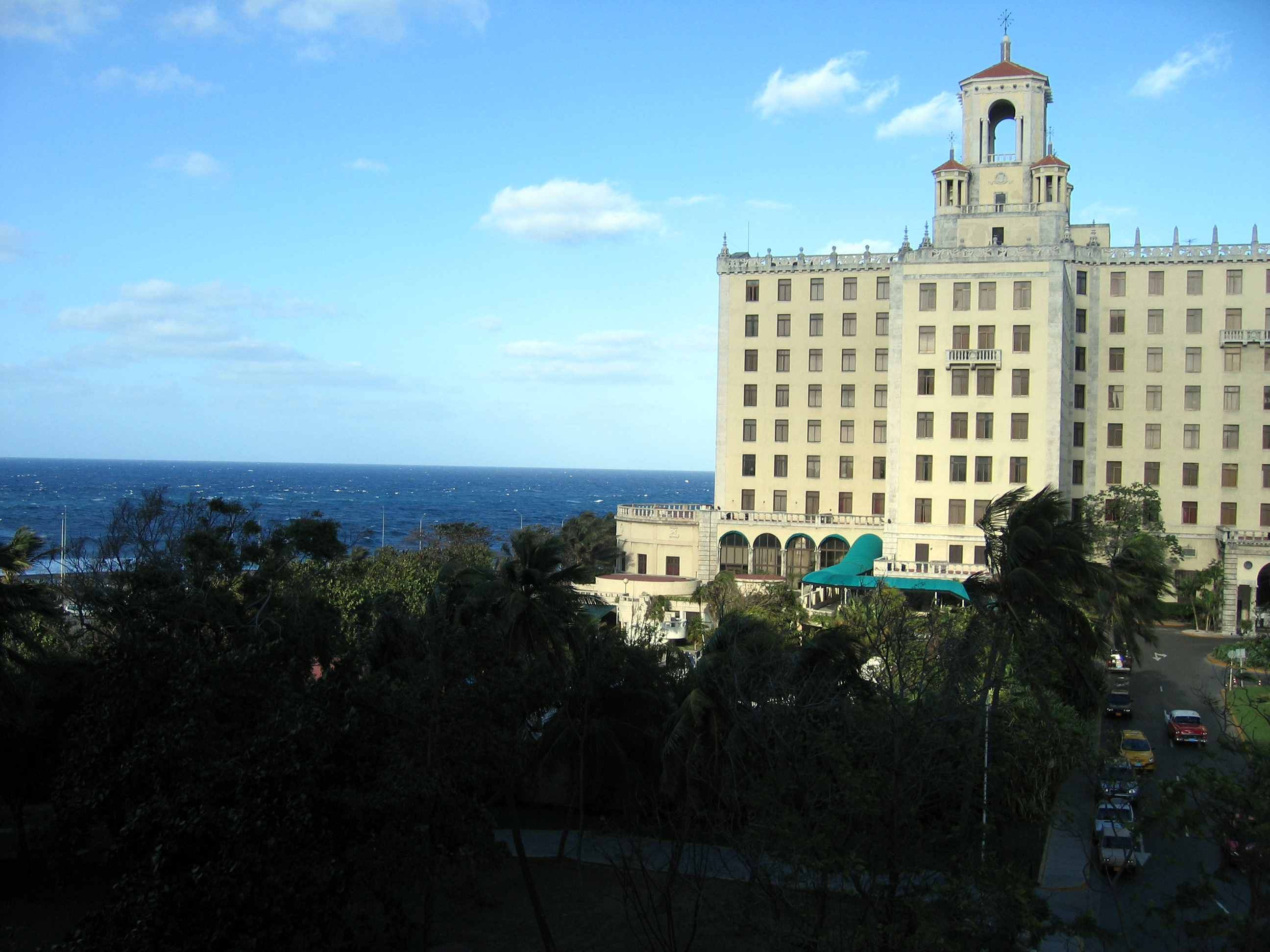
Hotel Nacional, 2006
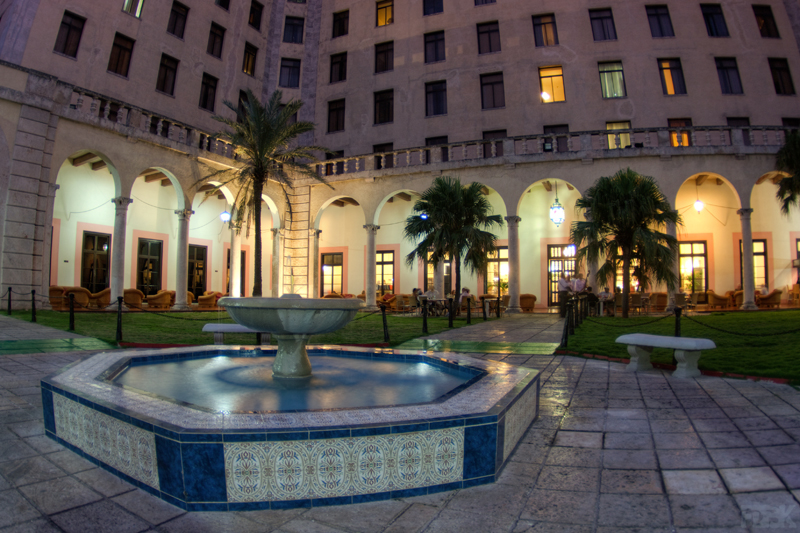
Fontana nei giardini dell'hotel, 2011
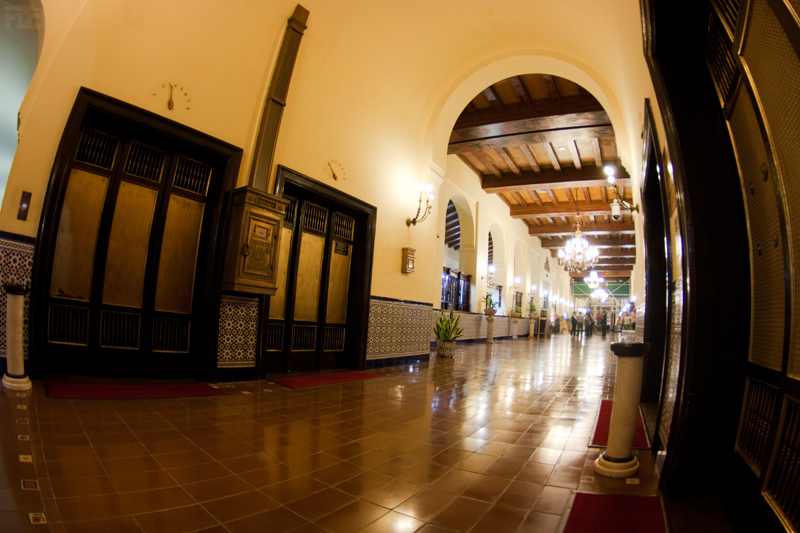
Ascensori nella hall dell'Hotel Nacional de Cuba
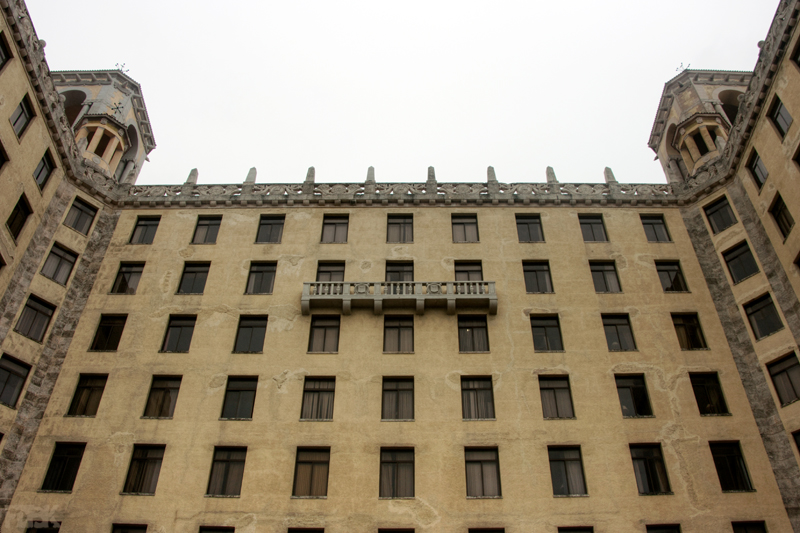
Hotel Nacional de Cuba
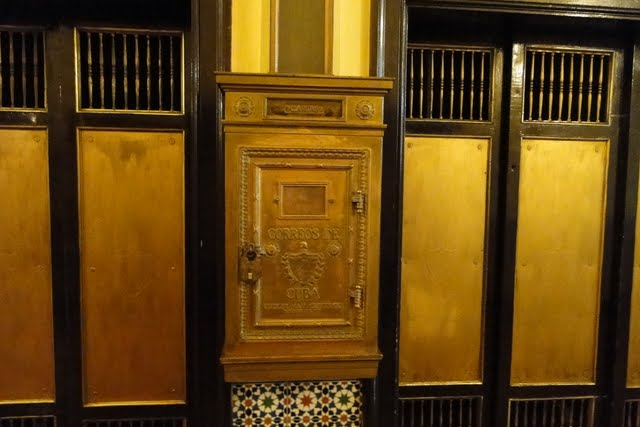
Vecchia cassetta postale nella hall dell'hotel
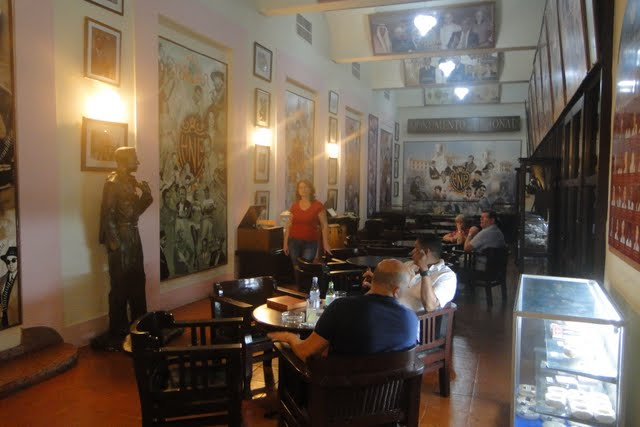
Parete con fotografie dei personaggi storici che hanno soggiornato nell'hotel